# Drepturi de autor
Despre politica Wikipedia privind acest subiect vedeți pagina Wikipedia:Drepturi de autor.

Simbolul drepturilor de autor este folosit pentru atenționarea asupra faptului că acea lucrare este sub drepturile de autor. În textul scris apare sub forma ^{©}.

Drepturile de autor sau copyright (anglicism care se pronunță [ pron. copiraĭt ] ) reprezintă ansamblul prerogativelor de care se bucură autorii cu referire la operele create; instituția dreptului de autor este instrumentul de protecție a creatorilor și a operelor lor.
Operele literare și artistice sunt protejate de „Convenția de la Berna pentru protecția Operelor Literare și Artistice”, care datează din 1886, fiind revizuită în 1971.
După Convenția de la Berna nu mai este necesară indicarea faptului că o operă este protejată de drepturile de autor atât timp cât „proprietatea intelectuală a unei opere literare, artistice sau științifice corespunde autorului pentru simplul fapt că el a creat-o” și „sunt considerate obiecte ale proprietății intelectuale toate creațiile originale literare, artistice și științifice exprimate prin orice mediu și pe orice suport, tangibile sau intangibile, cunoscute acum sau care se vor inventa în viitor”.
În lumea digitală se aplică aceleași legi ale proprietății intelectuale și drepturilor de autor ca și pentru toate celelalte creații originale.
În martie 2002 a intrat în vigoare Tratatul OMPI pentru Dreptul de Autor (WCT) și în mai Tratatul OMPI pentru Interpretare și Fonograme (WPPT).
Ambele „Tratate ale Internetului” (cum sunt cunoscute) au fost realizate în 1996 de Organizația Mondială a Proprietății Intelectuale. Astfel este actualizată și completată Convenția de la Berna și se introduc elementele societății digitale. Într-o perioadă de 6 ani (1996 - 2002), se realizează ratificarea acestor noi tratate de 30 de țări, minimul cerut de Organizația Națiunilor Unite, pentru punerea sa în aplicare.

## În România

### Elemente precursoare
Primele elemente de recunoaștere a unor drepturi autorilor de opere literar artistice au fost cele din Legea presei din 1862, care a fost, până în anul 1923, „singura lege care garantează drepturile scriitorilor și ale artiștilor români”. Ea a fost copiată în întregime după legea franceză din 1793, asupra proprietății literare.:p. 86 Legea era însoțită de un regulament de aplicare, ce detalia chestiunile administrative impuse de aplicarea ei.
Din cauza vechimii sale, precum și datorită dezvoltării cadrului legislativ specific, prevederile legii presei din 1862 au devenit caduce, ele nemaiproducând efecte în prezent, fiind în mod oficial abrogate la 28 iunie 1923, prin articolul 63 al Legii nr. 126/1923 - „Legea proprietății literare și artistice”.

### Reglementări
Primul act normativ care a reglementat dreptul de autor în România a fost Legea nr. 126 din 28 iunie 1923 asupra proprietatii literare si artistice. Această lege a fost completată cu Legea nr. 596 din 24 iulie 1946 pentru contractul de edițiune și dreptul de autor în materie literară. După cinci ani a intrat în vigoare Decretul nr. 19 din 16 februarie 1951 pentru dreptul de autor asupra operelor proprii a fi tipărite, urmat în scurt timp de Decretul nr. 428 din 13 noiembrie 1952. Toate aceste acte normative au fost abrogate explicit prin Decretul nr. 321 din 27 iunie 1956 privind dreptul de autor.
În prezent, în România, dreptul de autor este reglementat prin Legea nr. 8 din 14 martie 1996 privind dreptul de autor și drepturile conexe, modificată și completată.

## Mențiunea de rezervare a exploatării operei: Copyright (c)
Autorii și alți titulari de drepturi sau deținătorii de drepturi exclusive ale autorilor au dreptul să înscrie, pe originalele sau pe copiile autorizate ale operelor, mențiunea de rezervare a exploatării acestora, semnalată conform uzanțelor, constând într-un simbol (c) reprezentat prin litera C, în mijlocul unui cerc, însoțit de numele lor, de locul și anul primei publicări. Cu toate acestea, lipsa simbolului sau a celorlalte mențiuni de mai sus de pe operele originale (eg. de pe o fotografie) nu înseamnă că acestea sunt „la liber” sau că sunt abandonate în domeniului public.

## Utilizarea rezonabilă sau loială. Comportament corect. Limitele exercitării dreptului de autor
Utilizarea loială este o doctrină juridică conform căreia, în anumite situații, poți utiliza materiale protejate prin drepturi de autor fără a obține permisiunea deținătorului drepturilor și fără remunerație. Țările au reguli diferite privind utilizarea de materiale fără permisiunea deținătorului drepturilor de autor. 
De exemplu, în Statele Unite, lucrările care constau din comentarii, critică ori cercetare, reportajele jurnalistice sau materialele educative pot fi considerate utilizare loială (fair usage). Alte țări au un concept similar, denumit comportament corect, care poate să funcționeze diferit.
În România, există concepte similare reglementate în capitolul VI al Legii nr. 8/1996 (în forma republicată, din anul 2018), numit "Limitele ale exercitării dreptului de autor".

## Extragerea citatelor din opere
Conform art. 35 alin. (4) Capitolul VI (Limitele ale exercitării dreptului de autor) din Legea nr. 8/1996, în forma republicată în anul 2018, în cazurile de utilizare rezonabilă/loială trebuie să se menționeze obligatoriu sursa și numele autorului, cu excepția cazului în care acest lucru se dovedește a fi imposibil; în cazul operelor de artă plastică, fotografică sau de arhitectură trebuie să se menționeze și locul unde se găsește originalul. Conform uzanțelor, în mediul online, citarea trebuie să cuprindă și legătura către pagina web unde se găsește originalul sau copia autorizată.
În cazul în care se obține aprobarea autorilor, titularilor sau deținătorilor drepturilor de autor pentru reproducerea sau citarea unor materiale protejate, iar această aprobare este acordată gratuit cu condiția citării sursei, formula de citare uzuală este „Prin bunăvoința/amabilitatea...” (engleză Courtesy of...).

### Comunicatul Clubului Român de Presă de la 4 noiembrie 2005
Analizând proliferarea unor pagini de internet care preiau articole și știri din edițiile electronice ale ziarelor și agențiilor de presă sfidând reglementările dreptului de autor, Consiliul de Onoare al CRP solicită deținătorilor respectivelor pagini de internet să înceteze încălcarea legislației în vigoare.
Consiliul de Onoare consideră că „preluarea fără cost a unor materiale de presă se poate realiza doar în limita a 500 de semne, dar fără a depăși jumătate din articolul sau știrea în cauză”, asigurându-se astfel atât libera circulație a informației, cât și caracterul de „revistă a presei” susținut de paginile de internet în cauză. „În mod obligatoriu, în aceste cazuri, trebuie citată sursa informației”.
Preluarea a mai mult decât cele prevăzute anterior se poate realiza doar în condițiile unui acord, financiar sau de altă natură, încheiat cu deținătorul drepturilor. Membrii Clubului Român de Presă vor analiza oportunitatea înființării unui organism independent care să fie împuternicit de deținătorii de drepturi să le gestioneze în numele și beneficiul lor.
Membrii Consiliului de Onoare al Clubului Român de Presă vor solicita intervenția ORDA pentru a sancționa activitatea acelor deținători de pagini de internet care nu se vor conforma legislației în vigoare privind drepturile intelectuale.
Unele instituții de presă din România consideră că, fără acord prealabil, citarea din scrierile publicistice purtătoare de Drepturi de Autor se poate face în limita a 250 de semne, de exemplu Mediafax SA, cu precizarea că spațiile și URL-ul/hyperlink-ul nu sunt luate în considerare în numerotarea semnelor.